# Sciapus planipes
Sciapus planipes är en tvåvingeart som först beskrevs av Van Duzee 1929. Sciapus planipes ingår i släktet Sciapus och familjen styltflugor.
Artens utbredningsområde är Panama. Inga underarter finns listade i Catalogue of Life.